# Rosó Buch
Rosó Buch Rosell (Mataró, 24 de julio de 1992) es una baloncestista española que juega en la posición de escolta en el Gernika KESB. 
Pasó toda su carrera formativa en la UE Mataró, equipo en el cual llegó a jugar en Liga Femenina 2 en las temporadas 2009-10 y 2010-11. Del equipo de su ciudad natal pasó al CB Cáceres, también en segunda división. Es en la temporada 2012-13 en la que da el salto Liga Femenina, fichando por el Club Polideportivo Bembibre, club en el que permaneció 3 temporadas.
Actualmente es una de las mejores jugadoras de la liga endesa, especialmente por su manera de acertar desde la línea de 3 y su extraordinaria manera de hacer entradas.
En la temporada 2015-16 ficha por el CB Conquero de Huelva. Tras una temporada convulsa en Huelva, ficha por el Uni Girona para la temporada 2016-17.
Ha sido internacional en categorías inferiores de la selección española, logrando la medalla de oro en el Europeo Sub-18 de 2009.

## Trayectoria
- 2003-2009:  UE Mataró. Categorías inferiores
- 2009-2011:  Platges de Mataró. Liga Femenina 2
- 2011-2012:  CB Cáceres. Liga Femenina 2
- 2012-2015:  Club Polideportivo Bembibre. Liga Femenina
- 2015-2016:  CB Conquero. Liga Femenina
- 2016-2020:    Uni Girona. Liga Femenina
- 2020:    Valencia Basket. Liga Femenina
- 2020-2024:  Gernika KESB. Liga Femenina
- 2024-act:  IDK Euskotren. Liga Femenina

## Palmarés
- 2016: Copa de la Reina
- 2019: Liga DIA
- 2019: SuperCopa